# Tempête sur le mont Blanc
Pour les articles homonymes, voir Tempête (homonymie).
Pour plus de détails, voir Fiche technique et Distribution.
Tempête sur le mont Blanc (titre original : en allemand : Stürme über dem Mont Blanc) est un film allemand réalisé par Arnold Fanck, sorti en 1930.
Ce film de montagne a pour principaux interprètes Sepp Rist, Leni Riefenstahl, Friedrich Kayßler, Ernst Udet et Mathias Wieman.

## Synopsis
Hannes est un météorologue qui travaille au sein de l’observatoire du Mont Blanc. Son seul contact avec le monde extérieur est un pilote ainsi qu'Hella, communiquant par radio en langage morse. Alors qu'Hella escaladait le flanc de la montagne en compagnie de son père, ce dernier finit par mourir. Hannes se trouve ensuite en danger mais Hella compte lui apporter de l’aide.

## Fiche technique
- Titre original : Stürme über dem Mont Blanc
- Réalisateur : Arnold Fanck
- Durée :
- Date de sortie : 1930

## Distribution
- Sepp Rist : Hannes, le météorologue
- Leni Riefenstahl : Hella Armstrong
- Friedrich Kayßler : l'astronome Armstrong, le père de Hella
- Ernst Udet : l'aviateur Udet
- Mathias Wieman : l'organiste Walter Petersen
- Alfred Beierle
- Ernst Petersen
- David Zogg : un skieur
- Beni Führer : un skieur
- Rähmi : un alpiniste
- Gustav Lantschner : un alpiniste (comme Guzzi Lantschner)
- Benno Leubner : un alpiniste
- Harald Reinl : Hella Armstrong doublure de Leni Riefenstahl pour les scènes d'alpinisme
- Luggi Foeger (comme Lucki Föger)
- Claus von Suchotzky : le pilote de prises de vues aériennes
- Josef Gumboldt
- Hans Kogler
- Otto Leubner
- Kurt Reinl
- Julius Rähmi
- Walter Traut

## Lieux de tournage
Le film a été tourné en partie sur le glacier du Trient en Suisse.